# Lena Waithe
Lena Waithe (EUA, 1984) és una actriu, productora i guionista estatunidenca. És la creadora de la sèrie dramàtica de Showtime The Chi (2018-avui) i de la sèrie de comèdia BET Boomerang (2019-20) i Twenties (2020-21). També va escriure i produir la pel·lícula criminal Queen & Slim (2019) i és la productora executiva de la sèrie d'antologia de terror Them (2021-present).
Waithe va guanyar el reconeixement pel seu paper a la sèrie de comèdia dramàtica de Netflix Master of None (2015-2021) i es va convertir en la primera dona afroamericana a guanyar el premi Primetime Emmy al millor guió per a una sèrie de comèdia el 2017 per escriure el programa " episodi d'Acció de Gràcies", que es va basar vagament en la seva experiència personal. També ha aparegut a la pel·lícula d'aventures Ready Player One del 2018 de Steven Spielberg i a la sèrie de HBO Westworld. El 2023, va rebre una nominació a la millor obra als 76è Premis Tony, el seu treball de producció a l'obra de comèdia Ain't No Mo'.
Waithe va ser nomenada una de les 100 persones més influents del 2018 per la revista Time; i va ser inclosa a la llista Queer 50 de Fast Company el 2021 i el 2022.